# Paul Mercey
Paul Mercey, pseudonimo di Paul Georges Muller (Belgrado, 10 gennaio 1923 – Férolles-Attilly, 7 gennaio 1988), è stato un attore svizzero del teatro e del cinema francese.

## Biografia
Nato a Belgrado nel 1923, allora capitale del Regno dei Serbi, Croati e Sloveni, da genitori svizzeri, si stabilì con la sua famiglia a Parigi, dove conseguì la maturità e studiò recitazione. La sua carriera artistica ebbe inizio neglia anni quaranta, a Ginevra, dove si esibì come chansonnier nei locali. 
Debuttò nel cinema nel 1948, nel film La carcasse et le tord-cou, diretto da René Chanas e interpretato da Michel Simon. Nel contempo, Mercey si dedicò alla scena e interpretò numerose pièce teatrali, tra cui Dodici uomini arrabbiati di Reginald Rose (1958) e Monsieur Carnaval di Charles Aznavour (1965). Attore caratterista e impiegato perlopiù in ruoli secondari, divenne comunque uno dei volti più noti del cinema transalpino; è ricordato in particolare per il suo ruolo nei film, In famiglia si spara (1963) di Georges Lautner, con Lino Ventura, Bernard Blier e Francis Blanche, e Nemici... per la pelle (1968) di Denys de La Patellière, con Jean Gabin e Louis de Funès. Durante gli anni sessanta, fece numerosi sketch assieme a Jean Yanne, che andavano in onda sull'emittente televisiva pubblica francese ORTF.
Dopo oltre un centinaio di film ed una cinquantina di produzioni televisive, Mercey morì nel 1988 all'età di 64 anni. Il suo corpo venne cremato e le sue ceneri furono disperse.

## Filmografia parziale

### Cinema
- Sedotta (Le vrai coupable), regia di Pierre Thévenard (1951)
- La ruota (La roue), regia di Maurice Delbez e André Haguet (1957)
- Teresa Étienne (Thérèse Étienne), regia di Denys de La Patellière (1958)
- Texas (Sérénade au Texas), regia di Richard Pottier (1958)
- Il giovane leone (Oh! Qué mambo), regia di John Berry (1959)
- Il vento si alza (Le vent se lève), regia di Yves Ciampi (1959)
- Gli allegri veterani (Les vieux de la vieille), regia di Gilles Grangier (1960)
- Il gigolò (Le gigolo), regia di Jacques Deray (1960)
- Daniele nella gabbia dell'orso (L'Ours), regia di Edmond Séchan (1960)
- Il re delle corse (Le gentleman d'Epsom), regia di Gilles Grangier (1962)
- In famiglia si spara (Les tontons flingueurs), regia di Georges Lautner (1963)
- Le vergini (Les vierges), regia di Jean-Pierre Mocky (1963)
- Pierino la peste (Bébert et l'omnibus), regia di Yves Robert (1963)
- Nuda per un delitto (Les yeux cernés), regia di Robert Hossein (1964)
- Pattuglia anti gang (Brigade antigangs), regia di Bernard Borderie (1966)
- Tre uomini in fuga (La grande vadrouille), regia di Gérard Oury (1966)
- Un avventuriero a Tahiti (Tendre voyou), regia di Jean Becker (1966)
- Nemici... per la pelle (Le tatoué), regia di Denys de La Patellière (1968)
- Il cervello (Le cerveau), regia di Gérard Oury (1969)
- Catherine, un solo impossibile amore (Catherine, il suffit d'un amour), regia di Bernard Borderie (1969)
- 6 gendarmi in fuga (Le gendarme en balade), regia di Jean Girault (1970)
- Dacci oggi i nostri soldi quotidiani (Moi y'en a vouloir des sous), regia di Jean Yanne (1973)
- 5 matti alla riscossa (Les Charlots en folie: À nous quatre Cardinal!), regia di André Hunebelle (1974)
- Due svedesi a Parigi (Deux grandes filles dans un pyjama), regia di Jean Girault (1974)
- I cinesi a Parigi (Les Chinois à Paris), regia di Jean Yanne (1974)
- Più matti di prima al servizio della regina (Les quatre Charlots mousquetaires), regia di André Hunebelle (1974)
- La gang del parigino (Le gang), regia di Jacques Deray (1977)
- Due ore meno un quarto avanti Cristo (Deux heures moins le quart avant Jésus-Christ), regia di Jean Yanne (1982)
- Il regalo (Le cadeau), regia di Michel Lang (1982)
- La vera storia della rivoluzione francese (Liberté, égalité, choucroute), regia di Jean Yanne (1985)

### Televisione
- Malican padre e figlio (Malican père et fils, 1967)

## Doppiaggio
- Asterix contro Cesare (Astérix et la surprise de César), regia di Gaëtan Brizzi e Paul Brizzi (1985)